# Angélica
Angélica är en kommun i Brasilien.   Den ligger i delstaten Mato Grosso do Sul, i den södra delen av landet, 900 km sydväst om huvudstaden Brasília. Antalet invånare är 9 170.
Trakten runt Angélica består i huvudsak av gräsmarker. Runt Angélica är det mycket glesbefolkat, med 6 invånare per kvadratkilometer.